# Rodolfo Mayer
Rodolfo Jacob Mayer (San Paolo, 4 febbraio 1910 – Niterói, 1º agosto 1985) è stato un attore brasiliano.

## Biografia
Attivo artisticamente dal 1927 fino al decesso, avvenuto nel 1985 per un'insufficienza respiratoria , partecipò ad almeno 400 radiodrammi, 120 spettacoli teatrali, 17 film e 25 telenovelas, tra cui Brillante. Per vent'anni propose in teatro con grandissimo successo un monologo di Pedro Bloch, As Mãos de Eurídice, senza trascurare gli altri impegni: lo spettacolo fu allestito anche in alcuni paesi stranieri. 

## Vita privata
Marito della collega Lourdes Mayer, generò due figli maschi.

## Filmografia

### Telenovelas
- Os Quatro Filhos (1965) .... Dario
- A Grande Viagem (1965) .... Padre Lucas
- Redenção (1966) .... Juvenal
- Legião dos Esquecidos (1968) .... Pierre
- Sangue do Meu Sangue (1969) .... Raposo
- Dez Vidas (1969)
- Mais Forte que o Ódio (1970) .... César
- Editora Mayo, Bom Dia (1971) .... Mayo
- Pingo de Gente (1971)
- Sol Amarelo (1971)
- Os Fidalgos da Casa Mourisca (1972) .... Dom Luís
- O Leopardo (1972) .... Padre Júlio
- Quero Viver (1972)
- Vendaval (1973)
- Vidas Marcadas (1973)
- Um Dia, o Amor (1975)
- Xeque-mate (1976)
- Um Sol Maior (1977) .... Giácomo Nerone/Mário D'Angelo
- João Brasileiro, o Bom Baiano (1978)
- O Direito de Nascer (1978)
- Dinheiro Vivo (1979) .... Nonô
- Lacrime di gioia (1980) .... Maldonado
- Brillante (1981) .... Ernani Sampaio
- Eu Prometo (1983)

### Cinema
- Escrava Isaura, regia di António Marques Costa Filho (1929)
- O Mistério do Dominó Negro, regia di Cléo de Verberena (1931)
- Casa de Caboclo, regia di Augusto Campos (1931)
- Favela Dos Meus Amores, regia di Humberto Mauro (1935)
- Samba da Vida, regia di Luiz de Barros (1937)
- Tererê Não Resolve, regia di Luiz de Barros (1938)
- Maridinho de Luxo, regia di Luiz de Barros (1938)
- Está Tudo Aí, regia di Mesquitinha (1939)
- Onde Estás Felicitade?, regia di Mesquitinha (1939)
- A Sedução do Garimpo, regia di Luiz de Barros (1941)
- Obrigado, Doutor, regia di Moacyr Fenelon (1948)
- Inconfidência Mineira, regia di Carmen Santos (1948)
- O Homem que Passa, regia di Moacyr Fenelon (1949)
- Rivolta all'isola dell'inferno (Mãos Sangrentas), regia di Carlos Hugo Christensen (1955)
- Leonora dos sete mares, regia di Carlos Hugo Christensen (1955)
- Viagem aos Seios de Duilia, regia di Carlos Hugo Christensen (1965)
- Kung ano ang puno siya ang bunga, regia di Romy Villaflor (1967)
- A Marcha, regia di Oswaldo Sampaio (1972)
- O Signo de Escorpião, regia di Carlos Coimbra (1974)